# Corrélation (science cognitive)
Pour les articles homonymes, voir Corrélation.
La corrélation est la relation existant entre deux notions ou concepts dont l'un ne peut être pensé sans l'autre et qui influent l'un sur l'autre. C'est une relation nécessaire, qu'elle soit de dépendance ou d'exclusion logique : elle se rapproche de l'opposition dans le second cas.
De façon générale, deux termes en corrélation sont appelés des corrélatifs. Le terme désigne également les termes d'une phrase assurant la relation logique entre la proposition principale et la subordonnée (autant… que, suffisamment… pour, etc.).
En linguistique, une paire corrélative est une paire de phonèmes dans un rapport d'opposition entre eux et par rapport aux autres phonèmes.

## Exemples de corrélatifs
- Essence et substance ;
- monde et conscience ;
- mesure et démesure ;
- droit et devoir, en démocratie ;
- intérieur et extérieur ;

## Citation sur les corrélations
« Le niveau de vulnérabilité est en corrélation avec le niveau d'ivresse. » C. Gagné, J. Rancourt.[réf. nécessaire]